# Медаль Мерчісона
Меда́ль Ме́рчісона (англ. Murchison Medal) — щорічна наукова нагорода Геологічного товариства Лондона (англ. Geological Society of London) за видатні досягнення в галузі геології. Нагорода заснована 1873 року за заповітом шотландського геолога Родеріка Мерчісона (1792—1871), названа на його честь та профінансована коштом цього вченого.

## Статус медалі
Медаль Вільяма Сміта, Медаль Лаєлла і Медаль Мерчісона Геологічного товариства Лондона мають однаковий статус і їх присуджують за видатні досягнення в галузі геологічних наук.